# Mozi (bok)
Mozi (墨子; Mòzǐ), 'Master Mo', är en kinesisk bok skriven under tidiga delen av De stridande staterna (403 f.Kr.–221 f.Kr.). Huvuddelen av boken är skriven av filosofen Mozi (ca 476–390 f.Kr.).
Ursprungligen tros Mozi bestått av 71 kapitel, varav 53 kapitel finns bevarade. Den huvudsakliga texten beskriver tolv olika filosofiska teman.